# Living Blues
Living Blues ist ein US-amerikanisches Musikmagazin, das sich mit der Geschichte und den Musikern des Blues beschäftigt.
Living Blues wurde 1970 in Chicago von sieben Bluesfans gegründet und ist das älteste und bedeutendste Blues-Magazin der USA. Einer von ihnen war Bruce Iglauer, der spätere Gründer von Alligator Records.  1971 ging sie in den Besitz von Jim O’Neal und Amy van Singel, ebenfalls zwei Gründern, über, die auch als Herausgeber tätig waren. Zu den Autoren der Zeitschrift zählen bedeutende Bluesjournalisten wie Jim O’Neal, einer der Gründer der Zeitschrift, Barry Lee Pearson, David Whiteis oder Scott Barretta. Jede Ausgabe bringt Neuigkeiten aus der Blueswelt, eine „Breaking out“ Sektion über aufstrebende Künstler und einen umfangreichen Besprechungsteil über neue CDs, DVDs und Bücher aus der Welt des Blues.
1983 wurde die Zeitschrift von der University of Mississippi erworben und wird seither im zweimonatlichen Abstand vom  Center for the Study of Southern Culture herausgegeben. Seit 2003 sponsert das Magazin das BluesToday!-Symposion, das im Frühjahr auf dem Campus der Universität abgehalten wird. Vortragende waren unter anderen die führenden Bluesautoren Paul Oliver, Samuel Charters und Bill Ferris, aber auch Konzerte von z. B. David Honeyboy Edwards, Little Milton und B. B. King gehören zur Veranstaltung. 2009 wurde die Zeitschrift vom Staat Mississippi mit einer Tafel auf dem Mississippi Blues Trail geehrt. Daneben erhielt sie auch den „Keeping the Blues Alive Award“  der Bluesfoundation, der Nichtmusiker für Verdienste um den Blues ehrt, ebenso erhielten sie die Aufnahme in die Blues Hall of Fame (Kategorie:Classics of Blues Literature)1982.
Seit 1993 vergibt die Zeitung auch den „Living Blues Award“, einen Musikpreis, dessen Preisträger einerseits durch Publikumswahl, andererseits durch Kritikerwahl bestimmt werden. In den vierzig Jahren seines Bestehens wuchs das Magazin von einem dünnen Schwarzweißmagazin zu einem 128 Seiten starken Magazin in Vierfarbendruck, das die Standards für Bluesmagazine weltweit setzt.
- Absolutely the best blues publication available, and in fact one of the best specialized music magazines of any kind.”  — All Music Guide
- “Living Blues was the first magazine to notice me and they’ve done the same for other artists.  If it wasn’t for the magazine, we wouldn’t be near as visible.” — Bobby Rush
- “A true blues addict needs a blues fix, and I’m one of these people.  I get my news from Living Blues.” — Eddy Clearwater